# Lijst van Belgische adelsverheffingen 1980
Personen die in 1980 in de Belgische adel werden opgenomen of een adellijke titel verwierven.

## Graaf
- Claude de Lannoy-Clervaux (1931- ), erfelijke adel door adelserkenning, en de titel graaf voor hem en zijn nakomelingen. Hij heeft een enige dochter.

## Jonkheer
- Eric de Behr (1944- ), erfelijke adel door adelserkenning
- Serge de Behr (1947- ), erfelijke adel door adelserkenning
- Diego de Villa de Castillo (1946- ), erfelijke adel

## Jonkvrouw
- Astrid de Behr (1957- ), persoonlijke adel door adelserkenning